# 生活大爆炸 (第五季)
《生活大爆炸》（第五季）是哥伦比亚广播公司發行的美国情景喜剧，从2011年9月22日起开始放映，至2012年5月10日完结，共有24集。
在第64屆黃金時段艾美獎頒獎典禮上，《生活大爆炸》獲得黃金時段艾美獎最佳喜劇影集獎提名，但美国广播公司的摩登家庭贏得該獎項。《生活大爆炸》還獲得最佳劇集技術指導、攝影、影像控制以及最佳多攝像機劇集藝術指導提名。
吉姆·帕森斯憑藉《狼人的變身（The Werewolf Transformation）》一集獲得黃金時段艾美獎喜劇類影集最佳男主角獎提名，但乔恩·克莱尔贏得該獎項。马伊姆·拜力克則憑藉《閃亮小飾品的行動（The Shiny Trinket Maneuver）》一集獲得黃金時段艾美獎喜劇類影集最佳女配角獎提名，但朱莉·鲍温贏得該獎項。

## 概述
潘妮後悔和雷傑上床，但他們實際上並沒有發生性關係。里安納與普里亞分手。艾米在他們的關係中推動薛爾登，他們最終成為男女朋友。潘妮、艾米和伯納黛特組成了她們的小派系。霍華德準備他的婚禮並前往国际空间站。里安納重新與潘妮約會並開始“里安納和潘妮2.0”。

## 角色
| - 约翰尼·盖尔克奇 飾演 里安納·荷夫斯特博士 - 吉姆·帕森斯 飾演 薛爾登·高栢博士 - 凯莉·库柯 飾演 潘妮 - 西蒙·黑尔贝格 飾演 霍华德·沃洛维兹 - 昆瑙·纳亚尔 飾演 雷傑·高化波里博士 - 马伊姆·拜力克 飾演 艾米·法拉·福勒博士 - 梅丽莎·劳奇 飾演 伯納黛特·羅斯坦考斯基博士 - 布伦特·斯派尔 飾演 他自己 - 伦纳德·尼莫伊 飾演 冼樸（聲音） | - 克莉絲汀·巴倫絲基 飾演 貝弗利·荷夫斯特博士 - 阿爾蒂·曼 飾演 普里亞·高化波里 - 布萊恩·喬治 飾演 V.M.高化波里博士 - 愛麗絲·阿姆特 飾演 高化波里夫人 - 卡羅爾·安·蘇西 飾演 和路威茲夫人 - 威尔·惠顿 飾演 他自己 - 凱文·薩斯曼 飾演 斯圖爾特·布魯姆 - 蘿莉·麥凱佛 飾演 瑪麗·高栢 - 約翰·羅斯·博維 飾演 巴里·克里普克博士 - 邁克爾·馬西莫諾 飾演 他自己 - 約書亞·馬利納 飾演 西伯特校長 - 維尼·沃森-約翰遜 飾演 阿提亞 - 凱西·桑德 飾演 邁克·羅斯坦考斯基 - 帕夏·D·萊奇尼科夫 飾演 迪米特里·列齊諾夫 - 史蒂芬·霍金 飾演 他自己 | - 凱蒂勒·克萊爾 飾演 艾蜜莉 - 考特尼·福特 飾演 愛麗絲 - 布萊克·貝里斯 飾演 凱文 - 阿什莉·奧斯汀·莫里斯 飾演 勞拉 - 喬許·布雷納 飾演 戴爾 - 蘭斯·巴伯 飾演 吉米·斯派克曼 - 喬納森·施莫克 飾演 喬納森 - 吉姆·特納（Jim Turner） 飾演 懷特牧師 - 貝基·奧多諾霍 飾演 Siri - 林恩·菲利普·塞貝爾（Lynn Phillip Seibel） 飾演 羅斯曼教授 - 彼得·奧諾拉蒂 飾演 安傑洛 - 克里斯爾·阿爾梅達 飾演 拉克希米 - 羅伯特·克洛特沃西 飾演 戴夫·羅格（聲音） - 艾米·托爾斯基 飾演 瓊 |

## 剧集
| 總集數 | 集數 （季） | 標題                                            | 導演          | 編劇 | 首播日期       | 製作 代碼 | 美國收視人數 （百萬） |
| --- | ----------- | ----------------------------------------------- | ------------- | --- | -------------- | --------- | --------------------- |
| 88 | 1           | 臭鼬反射的分析 The Skank Reflex Analysis        | 马克·森卓斯基 | 故事：埃里克·卡普兰、瑪麗亞·法拉利（Maria Ferrari） 安東尼·德爾·布羅科洛（Anthony Del Broccolo） 劇本：查克·洛尔、比爾·普拉迪、史蒂文·莫拉羅 | 2011年9月22日  | 3X6851    | 14.30                 |
| 在與潘妮上床，以及暗戀伯納黛特的事情暴露之後，雷傑與里安納和霍華德的關係陷入了困境。雷傑因為與潘妮在酒醉後上了床，便認為他和潘妮墜入了愛河，但潘妮卻認為這是一個錯誤，希望和他重新做回朋友。潘妮覺得這已經永久性地損害了她與男孩們的關係，並決定搬回內布拉斯加州，因為自從搬家後她沒有做過任何有價值的表演工作。突然，一家痔疮公司為潘妮提供了一個演出廣告的機會，潘妮立即決定留在帕薩迪納。在這一集的最後，大家一起在看潘妮的廣告。 標題出處: 艾米對潘妮行為的稱呼。艾米提醒潘妮她仍然是“很棒的”。 |             |                                                 |               | |                |           |                       |
| 89 | 2           | 感染的假說 The Infestation Hypothesis           | 马克·森卓斯基 | 故事：比爾·普拉迪、史蒂文·莫拉羅、瑪麗亞·法拉利 劇本：查克·洛尔、占·雷諾茲（Jim Reynolds）、史蒂夫·霍蘭德                                    | 2011年9月22日  | 3X6852    | 14.94                 |
| 潘妮從街上撿了一個沙發椅回來，而有洁癖的薛爾登卻認為從街上撿的椅子不衛生還會有跳蚤。薛爾登認為這污染了整棟樓的環境，便要求潘妮扔掉椅子，甚至請艾米說服潘妮，但艾米為了維持和潘妮的友情，站了在潘妮這一邊。 注意: 梅麗莎·勞赫沒有出現在這一集中。 標題出處: 薛爾登擔心潘妮的椅子可能含有什麼危害。 |             |                                                 |               | |                |           |                       |
| 90 | 3           | 拉傷鼠蹊的外推法 The Pulled Groin Extrapolation | 马克·森卓斯基 | 故事：查克·洛尔、艾力·卡普蘭、占·雷諾茲 劇本：比爾·皮禮迪、史蒂文·莫拉羅、戴夫·格奇（Dave Goetsch）                                          | 2011年9月29日  | 3X6853    | 14.74                 |
| 薛爾登去火車模型店聽火車模型講座，並被說服購買HO軌距火車模型組。艾米要參加兩位科學家的婚禮，她決定帶里安納而不是薛爾登作為她的約會對象。與此同時，當伯納黛特告訴霍華德結婚後，她不會和他和他的母親同居後，霍華德和伯納黛特的關係陷入了困境。霍華德希望她與他和他的母親一起度過週末作為“試驗”，她同意了。 標題出處: 薛爾登在誤解里安納拉傷鼠蹊是因為與艾米發生性關係後打了他。 |             |                                                 |               | |                |           |                       |
| 91 | 4           | 擺動手指的催化劑 The Wiggly Finger Catalyst     | 马克·森卓斯基 | 故事：查克·洛尔、戴夫·格奇、安東尼·德爾·布羅科洛 劇本：比爾·皮禮迪、史蒂文·莫拉羅、史蒂夫·霍蘭德                                             | 2011年10月6日  | 3X6854    | 13.92                 |
| 潘妮安排雷傑與她的聾啞朋友艾蜜莉約會，雷傑很高興，因為他的选择性缄默症不再是問題了。與此同時，薛爾登決定使用龙与地下城骰子來幫助他做出瑣碎的決定，這樣他的頭腦就可以有空間處理更重要的事情。雖然這讓薛爾登可以更有效地完成一些重要的工作，但也會導致他吃到平時不吃的東西，或者做出奇怪的決定。 標題出處: 雷傑和霍華德使用手語與艾蜜莉交流。 |             |                                                 |               | |                |           |                       |
| 92 | 5           | 俄羅斯火箭的反應 The Russian Rocket Reaction    | 马克·森卓斯基 | 故事：比爾·皮禮迪、史蒂文·莫拉羅、占·雷諾茲 劇本：查克·洛爾、艾力·卡普蘭、瑪麗亞·法拉利                                                      | 2011年10月13日 | 3X6855    | 13.58                 |
| 在購買到《權力遊戲》限量版的收藏劍後，威爾·惠頓邀請了里安納和薛爾登參加他舉辦的派對。里安納打算帶雷傑和霍華德一同前往，但薛爾登卻認為威爾是他的死敵，如果里安納去威爾家派對的話就是對友誼的背叛。與此同時，霍華德宣布了一件好消息，因為安裝在国际空间站的空间望远镜需要專業人員維護，NASA派霍華德乘坐载人航天器前往太空進行維護任務，但伯納黛特卻認為去太空過於危險，便開始阻止霍華德，但最終還是被霍華德說服了。里安納卻不顧薛爾登的反對去了威爾家參加派對，他向薛爾登透露在《銀河飛龍》中扮演Data的布伦特·斯派尔也會參加，而Data是薛爾登在《新星空奇遇記》中最喜歡的角色，於是薛爾登便決定去威爾的派對。在派對上，威爾為了補償薛爾登，送給他一個未開封的衛斯理·柯洛夏模型，並在上面簽了名，這讓薛爾登十分感動，決定在自己的黑名單中去除掉威爾的名字；不過，布蘭特·史賓納看到這個模型卻不問而取的拆了出來，這讓薛爾登十分惱火，決定在黑名單中加入布蘭特的名字。 標題出處: 伯納黛特對霍華德計劃乘坐俄羅斯聯盟號火箭飛往國際太空站的反應。 |             |                                                 |               | |                |           |                       |
| 93 | 6           | 鼻炎的啟示 The Rhinitis Revelation              | 霍華德·穆雷   | 故事：查克·洛尔、艾力·卡普蘭、史蒂夫·霍蘭德 劇本：比爾·皮禮迪、史蒂文·莫拉羅、占·雷諾茲                                                      | 2011年10月20日 | 3X6857    | 14.93                 |
| 薛爾登的母親週末來到帕薩迪納，等待登上名為“重生船程”的基督徒遊輪。然而，她決定花時間和里安納、潘妮、霍華德和雷傑一起出去吃飯和遊覽洛杉磯，而不是煮飯和看薛爾登如何讓諾貝爾獎得主難堪。這讓薛爾登心煩意亂，並在他和他的母親之間造成僵局。當薛爾登向艾米談論他母親的行為時，艾米勸告他，雖然他是個天才，但他對母親無視他的情緒反應與任何其他人沒有什麼不同，並且其他人可能能夠通過不過度思考來更好地處理他們的情緒。那天晚上回到家時，薛爾登被雨淋濕導致發燒，促使他的母親照顧他恢復健康。 標題出處: 薛爾登在發現自己情緒發展的真相後患上了鼻炎。 |             |                                                 |               | |                |           |                       |
| 94 | 7           | 好人的波動 The Good Guy Fluctuation             | 馬克·森卓斯基 | 故事：查克·洛尔、戴夫·格奇、瑪麗亞·法拉利 劇本：比爾·皮禮迪、史蒂文·莫拉羅、史提夫·霍蘭德                                                    | 2011年10月27日 | 3X6856    | 14.54                 |
| 里安納在漫畫書店遇到了一位名叫愛麗絲的迷人女性漫畫愛好者，並立即被她吸引。然而，里安納仍然與普里亞保持著堅定的關係，因此他在與愛麗絲出軌或忠於普里亞之間左右為難。里安納向潘妮尋求建議，但他覺得她的建議沒有用，所以他去找薛爾登，薛爾登引用了弗里德里希·尼采的道德觀（道德只是一群低等人用來阻止少數高等人的虛言）。里安納出人意料地聽從了薛爾登的建議，然後去了愛麗絲的公寓。但就在他們即將發生性關係的時候，里安納的良心戰勝了私慾。他告訴愛麗絲他已經有一個女朋友，愛麗絲立即趕他出公寓。後來他通過Skype告訴普里亞他是如何試圖出軌的。令里安納驚訝的是，普里亞接受了他的道歉，但隨後透露她與前男友上床出軌了他。里安納對此感到非常沮喪，並關閉了他的筆記本電腦，表示他們分手了。與此同時，薛爾登成為了男孩們萬聖夜惡作劇的受害者，他決定通過惡作劇來報復他們。但由於缺乏詭計頭腦，薛爾登的惡作劇都沒有成功：里安納利用他的安全气囊惡作劇反過來惡作劇了他；雷傑並不害怕薛爾登藏在辦公室抽屜裡的那條蛇；霍華德和伯納黛特假裝霍華德在薛爾登給他一個電流握手後心臟病發作，讓薛爾登更加害怕。然而，在里安納與普里亞交談後，薛爾登最終畫了喪屍面漆從沙發墊下跳出來嚇唬里安納。 標題出處: 里安納在忠於普里亞還是與愛麗絲出軌之間左右為難。在向愛麗絲告白時，里安納稱“做個好人”是他的“超能力”。 |             |                                                 |               | |                |           |                       |
| 95 | 8           | 孤立的排列 The Isolation Permutation            | 馬克·森卓斯基 | 故事：查克·洛尔、艾力·卡普蘭、塔拉·埃爾南德斯（Tara Hernandez） 劇本：比爾·皮禮迪、史蒂文·莫拉羅、史提夫·霍蘭德                              | 2011年11月3日  | 3X6858    | 15.98                 |
| 潘妮和伯納黛特在沒有艾米的情況下去買伴娘禮服，艾米非常沮喪，以至於切斷了與所有人的聯繫，包括薛爾登在內。薛爾登因擔心去了她的公寓，在拒絕了她做愛的建議後，他最終擁抱了艾米。擁抱艾米使他們的關係更深入，讓薛爾登感到不舒服，所以第二天早上，他要求里安納和霍華德強迫潘妮和伯納黛特向艾米道歉，因為他不是艾米的“依偎兔子”。當他們就艾米與潘妮和伯納黛特談話時，潘妮和伯納黛特透露她們之所以沒有帶艾米是因為她對成為伴娘過於熱情，而且會妨礙她們購買禮服，但當她們發現艾米因為被冷落感到非常沮喪時，她們感到內疚。潘妮和伯納黛特去艾米的神经科学實驗室道歉，但她對她們的道歉置之不理，說早已習慣於被她認為是朋友的人避而遠之。那天晚上，艾米打電話給薛爾登，告訴他她在一家酒類商店的停車場喝醉了，這促使他和里安納立即趕到那裡帶她回家。第二天早上，潘妮和伯納黛特再次向艾米道歉。經過幾次道歉失敗後，伯納黛特決定一勞永逸地結束她們的僵局，請艾米在她的婚禮上做她的伴娘。艾米立即對此感到興奮並原諒了她們。這一集以艾米與潘妮和伯納黛特一起拍攝服裝購物之旅結束。 標題出處: 潘妮和伯納黛特在沒有艾米的情況下去買婚紗，從而孤立了她。 |             |                                                 |               | |                |           |                       |
| 96 | 9           | 恐鳥症的擴散 The Ornithophobia Diffusion        | 馬克·森卓斯基 | 故事：查克·洛尔、戴夫·格奇、安東尼·德爾·布羅科洛 劇本：比爾·皮禮迪、史蒂文·莫拉羅、艾力·卡普蘭                                               | 2011年11月10日 | 3X6859    | 15.89                 |
| 里安納和潘妮決定以朋友的身份一起去看電影。然而，里安納並未表現出以往的順從，因為他以前作為男朋友為了能夠與潘妮發生性行為才表現順從，他現在堅持看關於水壩的紀錄片而不是詹妮弗·安妮斯顿的電影，並讓潘妮支付門票和食物的費用。被里安納的行為激怒的潘妮開始與極客編劇凱文調情，而里安納通過與一個名叫勞拉的女人調情來報復。潘妮隨後破壞了里安納與勞拉的聊天，導致他們發生了爭執後決定回家。在公寓外面，他們互相道歉，潘妮告訴里安納，她其實很喜歡他現在的自信，但因為里安納默認了他一貫的順從，他錯過了與潘妮重歸於好的機會。與此同時，患有恐鳥症的薛爾登看到一隻大型黑喉鹊鸦（被錯誤地識別為冠蓝鸦）在他公寓的窗台上築巢時感到害怕和不安。他想盡一切辦法趕走這隻小鳥，包括模仿貓的叫聲，讓霍華德設計一台超聲波機器來嚇跑牠，但都失敗了。最終薛爾登決定用掃帚把小鳥趕走，但當他打開窗戶時，小鳥進入了公寓並停了在他沙發上的位置。驚恐萬分的薛爾登要求艾米和伯納黛特趕走這隻小鳥，但她們鼓勵他觸摸牠，從而幫助他克服恐懼。薛爾登很快就喜歡上這隻小鳥，稱牠為“卿卿我我（Lovey-Dovey）”，並決定把牠當作寵物飼養。然而，當薛爾登打開窗戶把鳥巢搬到他的公寓時，小鳥飛走了，令他非常沮喪。這一集的結尾是薛爾登向里安納透露他在巢中發現了一顆蛋，並表示他打算通過孵化這顆蛋來成為“媽媽”。 標題出處: 薛爾登克服了他對鳥類的恐懼，最常被稱為“恐鳥症”。 |             |                                                 |               | |                |           |                       |
| 97 | 10          | 火焰痰盂的收穫 The Flaming Spittoon Acquisition | 馬克·森卓斯基 | 故事：查克·洛尔、史蒂文·莫拉羅、戴夫·格奇 劇本：比爾·皮禮迪、占·雷諾茲、史提夫·霍蘭德                                                        | 2011年11月17日 | 3X6860    | 15.05                 |
| 當艾米和男孩們一起去漫畫書店時，她遇到了斯圖爾特，斯圖爾特立刻喜歡上艾米並約她出去，她接受了。當薛爾登聽到這件事時，他變得嫉妒，儘管他像往常一樣否認。為了讓艾米嫉妒，薛爾登約潘妮出去，她拒絕了，更叫他向艾米透露他的感受。後來薛爾登打斷了艾米與斯圖爾特的約會，並最終承認了他對她的感情。然後薛爾登提出了一份長達31頁的戀愛協議，艾米覺得很浪漫並接受了這份協議，但後來發現必須按照協議第4條薛爾登受傷時要照顧他的傷勢，她後悔了。與此同時，里安納、霍華德和雷傑發現《卡阿神秘軍閥》的新擴展包《狂野西部與女巫》已經推出。里安納試圖退回他的擴展包，但斯圖爾特的助手戴爾（替斯圖爾特替更）拒絕。後來雷傑在收藏筒裡買了同包的豪華限量版，這讓里安納很惱火，但他最終還是買了它。 標題出處: 《卡阿神秘軍閥》新擴展包中的一張新牌。 |             |                                                 |               | |                |           |                       |
| 98 | 11          | 斯派克曼的復發 The Speckerman Recurrence        | 安東尼·里奇   | 故事：查克·洛尔、比爾·皮禮迪、史提夫·霍蘭德 劇本：史蒂文·莫拉羅、艾力·卡普蘭、安東尼·德爾·布羅科洛                                           | 2011年12月8日  | 3X6861    | 14.02                 |
| 里安納收到了高中惡霸吉米·斯派克曼的Facebook訊息，訊息說他在帕薩迪納，想和里安納約出去喝一杯。當里安納在酒吧與斯派克曼見面時，後者透露他需要里安納的幫助來實現他潛在賺錢的想法——一副可以將任何電影轉換成3D的眼鏡——里安納回答說不可能製作這樣的一副眼鏡。薛爾登隨後為里安納挺身而出，並告訴斯派克曼他應該為在高中時對里安納犯下的所有令人髮指的行為向他道歉。那天晚上晚些時候，斯派克曼喝醉了來到里安納和薛爾登的公寓，為他犯下的所有暴行向里安納道歉。里安納原諒了他，儘管薛爾登反對，里安納仍然讓斯派克曼留下來過夜，因為他喝醉了不能開車。然而第二天早上，斯派克曼再次欺負里安納，迫使里安納最終站出來對抗他的高中霸凌者。可是這失敗了；里安納和薛爾登最終被斯派克曼追下樓梯。與此同時，女孩們討論里安納與他的高中惡霸見面以及她們自己與惡霸的遭遇。潘妮說，她在高中時對一個聰明的女孩惡作劇，把她綁起來放在玉米地裡，暴露出潘妮在十幾歲時實際上是個惡霸。潘妮為自己在學校的行為感到難過，並試圖通過打電話給她欺負過的人道歉來彌補，但他們拒絕原諒她。艾米和伯納黛特隨後告訴潘妮，她可以通過做慈善來彌補她過去的行為。潘妮決定把她不再想要的舊衣服送人，但當女孩們去衣物收集箱時，她們卻偷走已經在收集箱裡的其他舊衣服。第二天晚上，她們回到收集箱去偷更多的衣服，但潘妮意識到她們做錯了，把她們偷走的衣服放回去了。然而，伯納黛特再次回來決定拿走艾米早些時候給她看的一雙靴，然後一邊跑走一邊說：“沒關係，我給窮人送上湯！” 標題出處: 吉米·斯派克曼——里安納的高中惡霸重新進入他的生活。 |             |                                                 |               | |                |           |                       |
| 99 | 12          | 閃亮小飾品的行動 The Shiny Trinket Maneuver     | 馬克·森卓斯基 | 故事：查克·洛尔、史提夫·霍蘭德、塔拉·埃爾南德斯 劇本：比爾·皮禮迪、史蒂文·莫拉羅、占·雷諾茲                                                  | 2012年1月12日  | 3X6862    | 16.13                 |
| 薛爾登對艾米的論文發表在著名的科学期刊《神經元》上的消息沒有任何反應，艾米一怒之下在約會中途離開，導致他們的關係陷入了困境。當潘妮質問薛爾登為什麼要那樣對待艾米，他回答說他對生物学不感興趣。後來，當薛爾登和里安納討論這個問題時，里安納讓他給艾米買點東西來彌補他的行為，因此他和潘妮一起去珠寶店選擇禮物。當潘妮告訴艾米薛爾登買了珠寶給她時，艾米最初感到受到侮辱，認為他是想換取她的原諒，但當她看到那是一頂冠冕頭飾時改變了主意，她變得欣喜若狂，親吻和擁抱薛爾登，讓他感到困惑。與此同時，當伯納黛特向霍華德透露她討厭孩子並且不想在結婚後生孩子，他們的關係也遇到了障礙。這讓霍華德心煩意亂，他想要自己的孩子，而他的母親也不斷嘮叨要孫子孫女。霍華德開始重新考慮他與伯納黛特的關係，並考慮取消婚禮。後來伯納黛特來到他家，告訴他他們結婚後可以有自己的孩子，以尊重他的感受。然而，伯納黛特說在她工作的時候，霍華德應該呆在家裡照顧他們，他很不情願地同意了。最後霍華德建議他們在發生性行為時要使用安全套。 標題出處: 薛爾登在珠寶店給艾米買了一個冠冕頭飾，試圖讓她原諒他。 |             |                                                 |               | |                |           |                       |
| 100 | 13          | 重組的假說 The Recombination Hypothesis         | 馬克·森卓斯基 | 故事：查克·洛尔 劇本：比爾·皮禮迪、史蒂文·莫拉羅                                                                                             | 2012年1月19日  | 3X6863    | 15.83                 |
| 里安納和薛爾登回到家時，里安納從敞開的門看到了潘妮，並約她出去，在短暫的猶豫之後，她接受了。他們的約會進展順利，直到里安納問潘妮會否與他復合。他們大吵了一架，隨後里安納氣呼呼地回家了。那天晚上晚些時候，潘妮打電話給里安納，讓他從公寓裡出來。當他出來後，潘妮吻了他的嘴，最後他們在她的公寓裡發生了性行為。在此之後，他們決定復合，但也決定慢慢來，假裝他們仍然單身。里安納發現很難對這段關係保密；當他凌晨3點回到公寓時，他被迫對看到他進入公寓的薛爾登撒謊；第二天晚上在芝士蛋糕工廠，他不小心誇大了他對潘妮的假裝惱怒，隨後兩人再次發生了激烈的爭吵。但那天晚上晚些時候，他們又發生了性行為。在做愛之後，里安納問潘妮他們到底發生了什麼事，因為他們演出的每一個場景都以糟糕的結局結束，她回答說這是因為他想太多了。然後里安納發現自己做了整集的白日夢，他和薛爾登還在他們的公寓外面。里安納意識到自己想多了，他走到潘妮的公寓裡約她出去。與里安納的白日夢一樣，在短暫的猶豫之後，她接受了。這一集以潘妮為約會做準備而結束，她想像了一個與里安納結婚的場景，但她懷孕了，這促使她決定在約會之前去藥房。 標題出處: 里安納考慮與潘妮約會的後果。 |             |                                                 |               | |                |           |                       |
| 101 | 14          | Beta測試的啟動 The Beta Test Initiation         | 馬克·森卓斯基 | 故事：查克·洛尔、史蒂文·莫拉羅、艾力·卡普蘭 劇本：比爾·皮禮迪、戴夫·格奇、瑪麗亞·法拉利                                                      | 2012年1月26日  | 3X6864    | 16.13                 |
| 里安納和潘妮又開始約會了。由於潘妮想要讓事情慢慢發展，而里安納決心確保他們的關係這次能順利，他們同意進行Alpha測試關係——他們不能互相爭吵，而是要指出彼此的錯誤並努力解決。然而，事情發展很糟糕，因為里安納指出潘妮一大堆她的錯誤，而潘妮則通過指出里安納一大堆他的錯誤來報復。里安納試圖通過帶潘妮射擊來修補關係，但他不小心射中自己的鞋子，子彈擦過他的腳趾。後來潘妮向他保證，他們的關係進展順利。與此同時，雷傑購買了一部新的iPhone 4S，並愛上了它的Siri，因為它是一個女性的聲音，他可以在不喝醉的情況下與它說話。雷傑開始在諮詢過Siri後才做出決定，甚至在克里普克批評它在他的iPhone 4S上給出錯誤答案（由於他的捲舌音化）後為它辯護。後來雷傑做了一個噩夢，他終於遇到了美麗的Siri，但由於選擇性緘默而無法與她交談。在別處，薛爾登和艾米開始了一個關於旗幟的Podcast名為《旗幟的樂趣（Fun With Flags）》。艾米在Podcast中提出了一些建議，薛爾登出人意料地接受了這些建議，表明兩人之間有著深厚的聯繫。 標題出處: 里安納提議重新建立與潘妮的關係，作為一項Alpha測試實驗，以消除他們關係中的所有錯誤，但潘妮錯誤地將其稱為Beta測試。 |             |                                                 |               | |                |           |                       |
| 102 | 15          | 友誼的收縮 The Friendship Contraction           | 馬克·森卓斯基 | 故事：查克·洛尔、艾力·卡普蘭、占·雷諾茲 劇本：比爾·皮禮迪、史蒂文·莫拉羅、史提夫·霍蘭德                                                      | 2012年2月2日   | 3X6865    | 16.54                 |
| 薛爾登進行每季度一次的防災演習，讓里安納整夜無法入睡。第二天，疲憊的里安納拒絕帶薛爾登去看牙醫，因為他想睡覺。里安納隨後引用了《室友協議》中的第209條，這將他與薛爾登的友誼降低至熟人，從而使他擺脫了對薛爾登的義務。事實很快證明，薛爾登不能沒有里安納，因為他的其他朋友都不願意幫助他。當某天晚上停電時，薛爾登試圖通過向里安納展示一個廣泛的應急包來贏回他，但後者更喜歡去潘妮的公寓喝酒。薛爾登過去潘妮的公寓，告訴里安納如果再次接受他作為朋友，他會提供里安納烤棉花糖和從尿液中蒸餾的水。里安納拒絕了，但潘妮為薛爾登感到難過，並建議里安納與他和解。里安納告訴薛爾登，如果他能夠偶爾感謝自己為他所做的一切，他會再次接受他作為朋友。薛爾登提出了一個反建議，提出每年慶祝一次“里安納日”，以表彰里安納的成就。里安納同意並與薛爾登和解，薛爾登隨後間接透露是他切斷整個公寓的電源，以便重新贏得里安納的友誼。與此同時，霍華德對太空任務中的其他太空人會給他起什麼綽號而焦慮。雷傑提議霍華德把他的鈴聲改成《火箭人》（艾爾頓·強的一首歌曲），然後在與邁克爾·馬西莫諾的電話會議上打電話給他，讓他們選擇綽號“火箭人”。這適得其反，因為在通話期間，霍華德的母親大喊他的谷物圈早餐麦片變得濕漉漉了，他最終以“穀物圈”作為他的新綽號。 標題出處: 里安納和薛爾登的關係從朋友變成了熟人。 |             |                                                 |               | |                |           |                       |
| 103 | 16          | 假期的解決方案 The Vacation Solution            | 馬克·森卓斯基 | 故事：查克·洛尔、安東尼·德爾·布羅科洛 、塔拉·埃爾南德斯 劇本：比爾·皮禮迪、史蒂文·莫拉羅、瑪麗亞·法拉利                                      | 2012年2月9日   | 3X6866    | 16.21                 |
| 在被西伯特校長強迫休假後，薛爾登決定在艾米的神經生物學實驗室與她一起工作。然而，薛爾登拒絕為艾米正確地做一些基本的工作，例如清潔烧杯或數内生孢子數目，而是強迫她允許他進行腦部解剖。當艾米終於允許薛爾登進行腦部解剖時，他不小心割傷了拇指，並在看到自己流血後暈倒。與此同時，伯納黛特的父親希望霍華德簽署一份婚前協議書。霍華德不願意簽署任何婚前協議，他對伯納黛特沒有直接告訴他婚前協議感到沮喪。後來，潘妮在芝士蛋糕工廠酒吧質問薛爾登和霍華德對女友的行徑。第二天，薛爾登再次前往艾米的實驗室，為他前一天的行為道歉。艾米邀請薛爾登再次與她一起工作，但給了他清潔燒杯的相同基本工作。與此同時，伯納黛特告訴霍華德，她的父親堅持要他簽署婚前協議，霍華德說他會和她父親商量。但當伯納黛特透露她的父親是一個憎恨犹太人的極右派理論家時，霍華德決定推遲談話，直到他前往太空。 標題出處: 突然被迫休假，薛爾登決定去艾米的生物實驗室一起工作。 |             |                                                 |               | |                |           |                       |
| 104 | 17          | 羅斯曼的解體 The Rothman Disintegration         | 馬克·森卓斯基 | 故事：查克·洛尔、比爾·皮禮迪、史提夫·霍蘭德 劇本：史蒂文·莫拉羅、艾力·卡普蘭、占·雷諾茲                                                      | 2012年2月16日  | 3X6867    | 15.65                 |
| 精神錯亂的羅斯曼教授被迫退休，他的辦公室因而空置。薛爾登和克里普克為這個辦公室的所有權而戰，引起了西伯特校長的注意，然而西伯特校長對此完全不感興趣。他們決定通過篮球對決來解決爭論，因為兩人都不擅長運動。然而兩人都不知道如何打球，挑戰很快就變成了誰能把籃球彈得最高。薛爾登贏得了挑戰並獲得了辦公室的所有權。薛爾登很喜歡他的新辦公室，直到他發現空調的恆溫器在另一個房間裡，那房間的人正在經歷潮熱，樓上的地質部門太吵了，而窗外的反舌鳥與风铃“完全格格不入”。與此同時，艾米送給潘妮一幅描繪她們兩人的巨幅畫作，潘妮非常討厭這幅畫。當伯納黛特看到這幅畫時，她說畫中的潘妮看起來像個男人，促使潘妮把它從牆上取下來，並決定只有在艾米來到她的公寓時才把它掛起來。不幸的是，艾米發現潘妮移走了這幅畫並變得沮喪，認為她與潘妮的友誼只是片面的。潘妮為了安慰艾米而說謊，說她從牆上取下這幅畫，是因為伯納黛特不在畫裡而嫉妒她。最後潘妮把這幅畫掛在第四面墙上。 標題出處: 羅斯曼教授精神狀態的解體。 |             |                                                 |               | |                |           |                       |
| 105 | 18          | 狼人的變身 The Werewolf Transformation          | 馬克·森卓斯基 | 故事：查克·洛尔、托德·克雷格（Todd Craig） 加里·托維寧（Gary Torvinen） 劇本：比爾·皮禮迪、史蒂文·莫拉羅、占·雷諾茲 瑪麗亞·法拉利            | 2012年2月23日  | 3X6868    | 16.20                 |
| 平常為薛爾登剪頭髮的理髮師多諾弗里奧先生因昏迷住院，薛爾登拒絕讓多諾弗里奧先生的侄子安傑洛為他剪頭髮。潘妮提議為薛爾登剪頭髮，就像她以前幫她哥哥一樣，但他拒絕了。一個禮拜後，薛爾登仍然未剪頭髮，在潘妮的建議下，薛爾登決定放鬆他嚴格的生活方式並“擁抱混亂”。薛爾登開始做以前從未做過的事情，例如禮拜四晚上穿著禮拜二的睡衣，凌晨3點彈邦哥鼓。薛爾登吵醒了里安納和潘妮，他們懇求薛爾登停止彈邦哥鼓，但無濟於事，他離開公寓卻仍在彈。第二天早上，他們發現薛爾登在艾米的沙發上睡著了。在艾米投下信任票後，薛爾登同意讓潘妮幫他剪頭髮。薛爾登對潘妮剪頭髮的成果感到滿意，但當她修剪他脖子時，她不小心刮掉了薛爾登後腦勺的一束頭髮。與此同時，霍華德前往休斯敦接受太空人培訓，為他的太空任務做準備。霍華德通過網絡攝像頭向伯納黛特吐露了他在訓練中的經歷，其中包括在無重力訓練期間嘔吐並進行了可怕的生存測試。伯納黛特為霍華德感到可憐，她趕往侯斯頓，但她發現他的母親已經在那裡照顧他了。 標題出處: 當薛爾登昏迷的理髮師無法為他剪頭髮時，他的日常習慣和態度發生了轉變。 |             |                                                 |               | |                |           |                       |
| 106 | 19          | 週末的漩渦 The Weekend Vortex                   | 馬克·森卓斯基 | 故事：查克·洛尔、比爾·皮禮迪、塔拉·埃爾南德斯 劇本：史蒂文·莫拉羅、艾力·卡普蘭、史提夫·霍蘭德                                                | 2012年3月8日   | 3X6869    | 15.04                 |
| 雷傑提議男孩們一起度過整個週末，重啟一場遊戲馬拉松，玩新的《星球大戰》在線遊戲。然而薛爾登已經答應艾米，他會在周末參加她姨媽弗洛拉的93歲生日派對並與她的家人見面，無奈地決定不參與遊戲馬拉松，他仍然試圖說服潘妮讓艾米改變主意，但無濟於事。薛爾登最終決定和艾米一起去生日派對，但也帶上了他的筆記本電腦，這樣他就可以遠程和男孩們一起玩了。艾米對薛爾登很生氣，並告訴他如果和男孩們一起玩比兌現對她的承諾更重要，就叫他回到公寓，薛爾登卻真的回去了。後來雷傑對霍華德大發雷霆，因為霍華德將伯納黛特帶來參與遊戲馬拉松。與此同時，艾米從姨媽的生日聚會回來後，將她對薛爾登的感覺告訴了潘妮，潘妮讓她在薛爾登的公寓裡大吵大鬧。艾米確實這樣做了，潘妮也乘機說薛爾登是個壞男朋友。說到這裡，雷傑大喊大叫，說在里安納、霍華德和薛爾登有女朋友之前，他們的小團體有多麼不同，他是團體中唯一沒有女朋友的人，並補充說，即使他有女朋友，他也要面對“在薛爾登之後才有女朋友的人”的恥辱。女孩們立即離開公寓，而男孩們又回到了他們的遊戲馬拉松中。第二天早上，馬拉松結束時，霍華德的母親敲響公寓的門，要求霍華德解䆁週末不見他的原因並強迫他回家。 標題出處: 女孩們干擾了男孩們整個週末玩《星球大戰：舊共和國》的計劃。 |             |                                                 |               | |                |           |                       |
| 107 | 20          | 傳送器的故障 The Transporter Malfunction        | 馬克·森卓斯基 | 故事：查克·洛尔、比爾·皮禮迪、瑪麗亞·法拉利 劇本：史蒂文·莫拉羅、占·雷諾茲、史提夫·霍蘭德                                                    | 2012年3月29日  | 3X6870    | 13.96                 |
| 在薛爾登抱怨潘妮經常蹭吃他們的食物後，潘妮利用她痔瘡廣告剩下的錢，給他和里安納每人買了一盒1975年像新一樣的復古星空奇遇記傳送器。潘妮感到很失望，因為兩人想要保護玩具的價值而拒絕把它們從盒子裡拿出來。那天晚上，薛爾登做了一個夢，他的冼樸人偶要他打開傳送器來玩。當薛爾登打開來玩後，他不小心弄壞了他的傳送器。然後薛爾登用他壞掉的傳送器換了里安納的，認為里安納永遠不會發現，因為他不打算打開他的傳送器。後來薛爾登做了一個噩夢，他的冼樸人偶責備他調換了兩個傳送器。隨後里安納決定打開傳送器來玩，因為這是他女朋友送的禮物，薛爾登承認弄壞了自己的傳送器並把它換成了里安納的。與此同時，雷傑不想獨自參加霍華德的婚禮，他希望父母為他找一個合適的女孩結婚。雷傑在一家餐館與準新娘拉克希米見面，兩人一拍即合。很快，拉克希米說自己是一名女同性戀，並且同意與雷傑結婚，是因為在印度文化中很難出櫃，但由於雷傑的女性愛好，她認為他也是同性戀，因此決定嫁給他。儘管永遠不會與拉克希米發生性行為，但雷傑也考慮與她結婚，並拒絕了霍華德要他尋找其他女孩的建議。最後，霍華德和伯納黛特交給雷傑一隻約克夏㹴，讓他振作起來並忘記拉克希米。 標題出處: 薛爾登在打開傳送器後弄壞了它。 |             |                                                 |               | |                |           |                       |
| 108 | 21          | 霍金刺激 The Hawking Excitation                 | 馬克·森卓斯基 | 故事：比爾·皮禮迪、史蒂文·莫拉羅、史提夫·霍蘭德 劇本：查克·洛爾、艾力·卡普蘭、瑪麗亞·法拉利                                                  | 2012年4月5日   | 3X6871    | 13.29                 |
| 史蒂芬·霍金在加州理工學院客座授課時，霍華德受僱為他的電動輪椅維護。霍華德計劃將薛爾登介紹給霍金（霍金是薛爾登的偶像），直到薛爾登再次侮辱他沒有博士學位。薛爾登懇求霍華德把他介紹給霍金，但無濟於事。然後他要求霍華德把關於希格斯玻色子的論文交給霍金，霍華德同意了，但前提是要薛爾登為他做幾項令人尷尬的任務。隨後霍華德請薛爾登稱讚他的工作。薛爾登回答說他從來沒有說過霍華德工作得不好，他只是覺得他的工作不值得做。霍華德接受了薛爾登的反手恭維，並透露三天前他已經把論文交給了霍金，霍金想見薛爾登。霍金對薛爾登的論文印象深刻，但隨後提到他犯了一個算術錯誤，導致整篇論文都錯了。說到這裡，震驚的薛爾登暈了過去。 標題出處: 薛爾登對可能見到史蒂芬·霍金感到興奮。 |             |                                                 |               | |                |           |                       |
| 109 | 22          | 告別單身派對的收斂 The Stag Convergence         | 彼得·查科斯   | 故事：比爾·皮禮迪、史提夫·霍蘭德、艾力·卡普蘭 劇本：查克·洛爾、史蒂文·莫拉羅、占·雷諾茲                                                      | 2012年4月26日  | 3X6872    | 12.65                 |
| 男孩們正在籌劃霍華德的告別單身派對。霍華德告訴他們，他向伯納黛特承諾不會為派對聘請脫衣舞孃。斯圖爾特、克里普克和威爾·惠頓受邀參加派對，在派對上，每個人都舉杯敬酒。喝醉了的雷傑談起他與霍華德的友誼，透露了關於霍華德各種各樣的事情。威爾錄製了雷傑所有的話並將其上傳到YouTube。伯納黛特對霍華德變態和好色的過去一無所知，當她看到影片時，她變得非常沮喪，不確定是否要嫁給一個她似乎不認識的男人。伯納黛特甚至對潘妮感到失望，因為潘妮知道霍華德的過去，但仍然把她介紹給他。伯納黛特把自己關在臥室裡，不聽霍華德的電話。霍華德希望潘妮轉告伯納黛特，說他很抱歉，他和她一樣對自己的過去感到厭惡，並認為是她改變了他，這讓潘妮被他真誠的道歉所感動而淚流滿面。當伯納黛特聽到這話時，儘管她仍然生霍華德的氣，卻立即原諒了他，並補充說婚禮仍然會舉行。這一集的結尾是里安納想在洗衣房裡和潘妮做愛，但被她拒絕。 標題出處: 大夥們聚在一起參加霍華德的告別單身派對。 |             |                                                 |               | |                |           |                       |
| 110 | 23          | 發射的加速 The Launch Acceleration              | 馬克·森卓斯基 | 故事：查克·洛爾、史蒂文·莫拉羅、占·雷諾茲 劇本：比爾·皮禮迪、史提夫·霍蘭德、瑪麗亞·法拉利                                                    | 2012年5月3日   | 3X6873    | 13.91                 |
| 霍華德接到NASA的電話，說他的國際太空站任務由於加壓測試期間联盟号飞船出現問題而被取消。他欣喜若狂，因為他害怕可能在太空中死去，並期待著他的婚禮。然而，霍華德後來接到NASA的另一個電話，說他還是要被送到太空，因為NASA很想把他的望遠鏡安裝在國際空間站上，最後他的發射日期將被推遲到他婚禮前的星期五。霍華德假裝決定與伯納黛特的父親邁克談談推遲婚禮，令他驚訝的是，邁克強烈贊成他去太空，並透露在知道霍華德的太空任務之前，他認為霍華德不適合伯納黛特。邁克還試圖緩解霍華德對在太空中死亡的恐懼，並提到如果他回不來，像伯納黛特這樣美麗總能找到其他男人的。與此同時，里安納和潘妮決定通過做愛將他們的“測試”關係提升到一個新的水平。然而，里安納在做愛時不小心向潘妮求婚，結果潘妮感到非常震驚並變得沮喪。在試圖安撫潘妮失敗後，里安納離開了她的公寓。後來，當這對情侶在公寓樓梯間相遇時，潘妮拒絕了里安納的求婚，但他們仍然會約會。在別處，艾米試圖通過移情方法來增加薛爾登對她的感情，利用他對其他各種話題（他母親的烹飪、電子遊戲等）的熱愛讓他開心。艾米的行為似乎對薛爾登起作用，薛爾登對此並不高興，但沒有試圖阻止她。 標題出處: 霍華德的NASA火箭發射計劃在他婚禮前兩天被推遲。 |             |                                                 |               | |                |           |                       |
| 111 | 24          | 倒計時的回憶 The Countdown Reflection           | 馬克·森卓斯基 | 故事：比爾·皮禮迪、艾力·卡普蘭、史提夫·霍蘭德 劇本：查克·洛爾、史蒂文·莫拉羅、占·雷諾茲                                                      | 2012年5月10日  | 3X6874    | 13.72                 |
| 霍華德和他的兩名太空人同伴迪米特里·雷齊諾夫和邁克爾·馬西莫諾正在聯盟號飛船中，等待從哈萨克斯坦發射到國際太空站。霍華德緊張且不期待發射，他開始回憶過去幾天，透露他在離開前已經與伯納黛特結婚。伯納黛特從霍華德那裡收到一條項鍊，上面有一個星星墜飾，他計劃把它帶到太空，等他回來後，這顆星星將會是實際上的“星星”，然後再送給她。伯納黛特非常感動，她告訴霍華德，希望在他去太空之前結婚。他們決定當天下午在市政廳結婚，並只邀請他們的朋友來。艾米對失去伴娘身份感到沮喪，但她被允許穿她買的衣服去市政廳。不幸的是，他們那天沒有結婚，因為在他們前面還有太多其他情侶等待結婚。雷傑建議他們週日早上在里安納、薛爾登和潘妮的公寓樓頂上結婚，Google衛星將在帕薩迪納拍攝新照片，而他本人、里安納、薛爾登、潘妮和艾米會為他們擔任證婚人。婚禮成功舉行，當霍華德和伯納黛特交換誓言時，鏡頭從公寓屋頂拉到太空，並看到地球。這一集以霍華德乘坐火箭被發射到太空結束。每個人都在里安納和薛爾登的公寓裡緊張地看著太空發射，伯納黛特牽著雷傑的手，潘妮牽著里安納的手，而艾米的手竟然也被薛爾登牽著，使她非常驚訝。最後，薛爾登用“勇敢地去吧，侯活·和路威茲”這句話祝霍華德太空任務一切順利。 標題出處: 霍華德回憶起他與伯納黛特的婚禮，因為他即將發射升空。 |             |                                                 |               | |                |           |                       |